# Макмюррей, Фред
Фредерик Мартин «Фред» Макмю́ррей (англ. Frederick Martin «Fred» MacMurray, 30 августа 1908 — 5 ноября 1991) — американский актёр.

## Ранние годы
Фредерик Мартин Макмюррей родился на северо-востоке штата Иллинойс в семье скрипача Фредерика Макмюррея и его жены Малеты Мартин. В 1911 году его родители развелись, и мать забрала маленького Фреда в Висконсин, в свой родной город Бивер-Дэм. Посещая Beaver Dam High School, Фред вскоре стал спортивной звездой, так как превосходно играл в футбол, бейсбол и баскетбол. Благодаря своим спортивным способностям, он и получил стипендию в Колледже Кэррола в Ваукеше. В колледже Макмюррей стал больше времени уделять музыке и играл на саксофоне сразу в нескольких местных группах. Ещё в школе он овладел игрой на фортепиано, гитаре и саксофоне. Но однажды был застигнут на крыше колледжа, когда играл с товарищами в покер и был исключён из учебного заведения. Более года Фред играл в оркестре Чикаго. Затем присоединился к оркестру в Голливуде, где некоторое время сотрудничал с Гасом Арнхеймом, и даже записал свою песню «If I Had A Talking Picture Of You».

## Карьера
Дебют Фреда Макмюррея в кино состоялся в 1929 году в драме Girls Gone Wild. Всего за тот год Макмюррей снялся в трёх фильмах, он появлялся либо в массовке, либо в незначительных ролях и его имя в титрах не значилось. Среди них участие в драме «Тигровая роза» с Монти Блю и Лупе Велес в главных ролях. После этого Макмюррей на шесть лет оставил кинематограф.
15 октября 1930 года Фред Макмюррей впервые выступил на театральной сцене в Selwyn Theatre. Это было ревю на два акта под названием «Трое — это толпа». В главных ролях там блистали известный комик Фред Аллен и его партнёрша Джоан Климент. Всего было дано 272 представления. Спектакль с успехом шёл до июня 1931 года.
Следующим выступлением на Бродвее стала роль в музыкальной комедии «Роберта», премьера которой состоялась 18 ноября 1933 года. Вместе с Макмюрреем на вторых ролях были также задействованы Сидни Гринстрит, Боб Хоуп и Лилиан Ламонт, которая стала первой женой Фреда. Эта комедия на музыку Джерома Керна выдержала почти 300 представлений. По окончании выступлений Макмюррей подписал контракт с Paramount Pictures.

До начала съёмок в одном из фильмов Paramount, Фред Макмюррей успел сняться в главной мужской роли в мелодраме «Grand Old Girl» студии RKO Radio Pictures. Первым же его фильмом с Paramount Pictures стала мелодраматическая комедия 1935 года «The Gilded Lily». Партнёршей Фреда стала сама Клодетт Кольбер, перед этим снявшаяся в фильме «Это случилось однажды ночью», за который ей будет присуждён «Оскар» через месяц после премьеры «The Gilded Lily». Следующим совместным фильмом Макмюррея и Кольбер стала комедия «Невеста возвращается домой». 

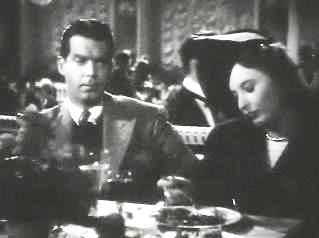
Фред Макмюррей и Барбара Стэнвик

Всего же за первый год съёмок у Paramount Макмюррей снялся в шести фильмах. Его партнёршами, кроме Клодетт Кольбер, были Кэтрин Хепбёрн, Кэрол Ломбард, Энн Шеридан и Мэдж Эванс.
Первым фильмом 1936 года для Фреда Макмюррея стала картина «Тропинка одинокой сосны». Это был первый цветной фильм, полностью снятый не в студии. Макмюррей играет инженера, приехавшего строить железную дорогу в горах Кентукки. Вместе с этим, он пытается образумить два враждующих клана, много лет живущих по законам мести. Одну из главных ролей в фильме сыграл Генри Фонда. Затем последовали «Принцесса пересекает океан», «Техасские рейнджеры» и «Тринадцать часов самолётом».
Среди ролей актёра в 1930-е годы следует отметить мелодраму «Приглашение к счастью» с Ирен Данн, мюзикл «Sing You Sinners», где Фред Макмюррей, Бинг Кросби и Дональд О’Коннор играют трёх братьев с совершенно различными характерами, драму «Exclusive» с ярко блеснувшей звездой 30-х Фрэнсис Фармер и комедию «Чистосердечное признание», где Макмюррей сыграл адвоката, совершенно не умеющего лгать, который вынужден защищать в суде собственную супругу (её сыграла Кэрол Ломбард).
В 1940-е годы Фред Макмюррей сыграл свои самые известные роли. Среди них командир эскадрильи Джо Блейк из фильма «Пикирующий бомбардировщик», повествующего о работе военно-морских медиков и летчиков США, Кори Макбейн из мелодрамы «Так хочет леди», где снялась и Марлен Дитрих, профессор Ричард Майлз в триллере «Вне подозрений» и, конечно же, Уолтер Нефф из «Двойной страховки».
Фильм-нуар «Двойная страховка» режиссёра Билли Уайлдера стала одной из самых нашумевших картин 1940-х годов и принесла бешеную популярность актёрам. Фильм выдвигался на «Оскар» в семи номинациях, но не выиграл ни одной. Само его название носило провокационный характер. «Двойная страховка» — это традиционный для страховых полисов тех лет пункт, гарантирующий выплаты в двойном размере, если застрахованный погибает от маловероятного несчастного случая.
В 1945 году актёр сыграл главную роль в мюзикле «Куда мы отсюда пойдём?». На съёмках он познакомился с девятнадцатилетней Джун Хэвер, которая через несколько лет станет его второй женой. Далее был успех комедийной картины «Яйцо и я» (1947), в этом фильме он снялся вместе с Клодетт Кольбер. Фильм был одним из крупнейших хитов года, а затем был признан в составе 12 самых прибыльных фильмов 1940-х годов.
В 1950-х годах самым известным фильмом Макмюррея стал «Бунт на «Кейне»». Экранизация романа Германа Воука также заработала семь номинаций на «Оскар». Действие романа разворачивается на военном эсминце во время Второй мировой войны. Происходит беспрецедентный случай в истории флота Соединённых Штатов. Капитан судна устранён с поста в результате мятежа. Команда начала подозревать его в психическом расстройстве, он вынужден давать показания.
В 1960 году Фред Макмюррей сыграл Джеффа Шелдрейка в мелодраме «Квартира». Актёр смог передать всю сложность характера главного героя, где, с одной стороны, он — большой босс, пользующийся квартирой своего служащего для встреч с любовницей, с другой — нежный отец, понимающий супруг, хоть и скрывающий грешки и честно благодарящий за услуги начальник.
В конце 1960-х—начале 1970-х годов Фред снимается в основном на телевидении. Одной из главных его ролей того периода стал Стив Дуглас в сериале «Три моих сына».
Последним фильмом для актёра стал фильм ужасов «Рой» 1978 года. По сюжету учёные и военные объединяют усилия, чтобы остановить смертельно опасный рой африканских пчёл, направляющийся к Хьюстону. В ленте снялись многие мировые звёзды кинематографа, среди них Майкл Кейн, Ричард Чемберлен, Оливия Де Хэвиллэнд, Генри Фонда, Хосе Феррер.

## Личная жизнь

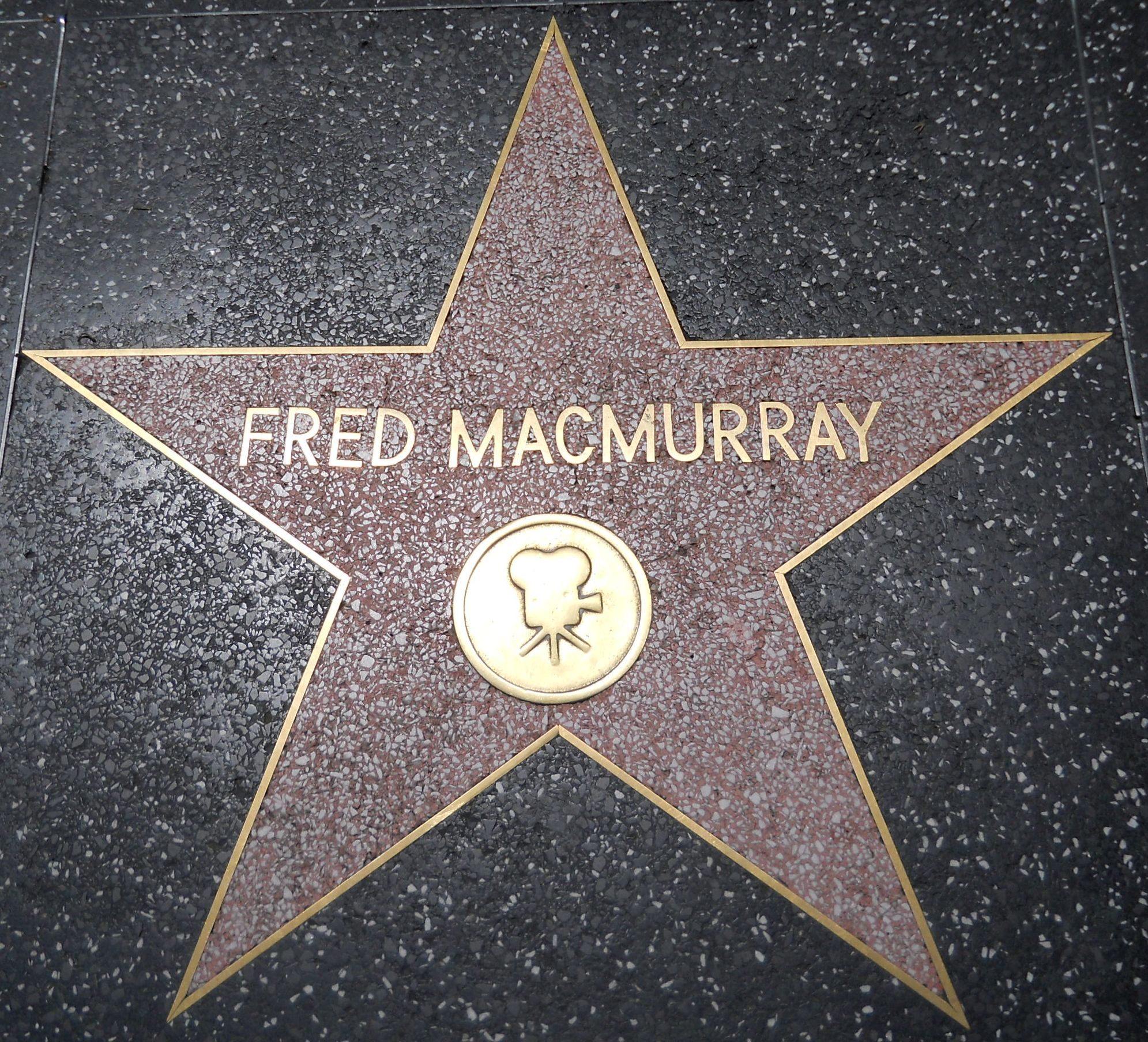
Звезда Фреда Макмюррея на Голливудской «Аллее славы»

20 июня 1936 года Фред Макмюррей женился на Лилиан Ламонт, танцовщице, с которой познакомился на репетициях в театре. Пара прожила вместе семнадцать лет, до самой смерти Лилиан. Супруги усыновили двоих детей, девочку Сьюзен в 1943 году, а через два года — мальчика, которого назвали Роберт.
После смерти жены в 1953 году Макмюррей остался один с двумя детьми. Случайно, он встретил вернувшуюся ненадолго в Голливуд актрису Джун Хэвер, давшую обет вернуться в монастырь как только сможет. Они встретились на съёмках мюзикла «Куда мы отсюда пойдём?», и теперь Фред решил продолжить знакомство.
Джун и Фред поженились 28 июня 1954 года. Джун оставила кино, Фред продолжал сниматься. Через два года после свадьбы они удочерили двух девочек — Кэтрин и Лори.
Во второй половине 1960-х годов актёр меньше снимается и большую часть времени проводит с семьёй на ранчо. Там было оборудовано специальное поле для гольфа, так как эта спортивная игра была основным хобби для Фреда.
Макмюррей был также активным сторонником Республиканской партии. В 1968 году он даже присоединился к агитации за Ричарда Никсона.
Фред Макмюррей и Джун Хэвер прожили вместе тридцать семь лет. Он умер 5 ноября 1991 года от пневмонии. Она пережила его на тринадцать с половиной лет.
Фред Макмюррей похоронен на Кладбище Святого креста в Калвер-сити в мавзолее D1, зал 7.

## Избранная фильмография
| Год  |   | Русское название           | Оригинальное название          | Роль                |
| ---- | - | -------------------------- | ------------------------------ | ------------------- |
| 1929 | ф | Тигровая роза              | Tiger Rose                     | владелец ранчо      |
| 1936 | ф | Тропинка одинокой сосны    | The Trail of the Lonesome Pine | Джек Хейл           |
| 1936 | ф | Принцесса пересекает океан | The Princess Comes Across      | король Мантелл      |
| 1936 | ф | Техасские рейнджеры        | The Texas Rangers              | Джим Хокинс         |
| 1937 | ф | Вальс шампанского          | Champagne Waltz                | Баззи Белью         |
| 1937 | ф | Девушка из Салема          | Maid of Salem                  | Роджер Коверман     |
| 1937 | ф | Взлёты и падения           | Swing High, Swing Low          | Скид Джонсон        |
| 1937 | ф | Чистосердечное признание   | True Confession                | Кеннет Бартлетт     |
| 1939 | ф | Приглашение к счастью      | Invitation to Happiness        | Альберт Коул        |
| 1940 | ф | Слишком много мужей        | Too Many Husbands              | Билл Кардью         |
| 1940 | ф | Запомни ночь               | Remember the Night             | Джон Сарджент       |
| 1941 | ф | Пикирующий бомбардировщик  | Dive Bomber                    | Джо Блейк           |
| 1941 | ф | Город Нью-Йорк             | New York Town                  | Виктор Баллард      |
| 1942 | ф | Так хочет леди             | The Lady Is Willing            | доктор Кори Макбейн |
| 1943 | ф | Вне подозрений             | Above Suspicion                | Ричард Майлз        |
| 1944 | ф | Двойная страховка          | Double Indemnity               | Уолтер Нефф         |
| 1945 | ф | Куда мы отсюда пойдём?     | Where Do We Go from Here?      | Билл Морган         |
| 1947 | ф | Неудачник и я              | The Egg and I                  | Боб Макдональд      |
| 1947 | ф | Сингапур                   | Singapore                      | Мэтт Гордон         |
| 1953 | ф | Мятежный дух Кракатау      | Fair Wind to Java              | капитан Болл        |
| 1954 | ф | Бунт на «Кейне»            | The Caine Mutiny               | лейтенант Том Кифер |
| 1954 | ф | Лёгкая добыча              | Pushover                       | Пол Шеридан         |
| 1960 | ф | Квартира                   | The Apartment                  | Джефф Шелдрейк      |
| 1978 | ф | Рой                        | The Swarm                      | майор Кларенс Таттл |